# Antiphrastis galenopa
Antiphrastis galenopa är en fjärilsart som beskrevs av Edward Meyrick 1930. Antiphrastis galenopa ingår i släktet Antiphrastis och familjen vecklare. Inga underarter finns listade i Catalogue of Life.